# Harry Coover
Harry Coover (ur. 6 marca 1917 w Newark (stan Delaware), zm. 26 marca 2011 w Kingsport w stanie Tennessee) – amerykański chemik i wynalazca; na swoim koncie miał 460 patentów. Odkrył m.in. cyjanoakrylan metylu, produkowany na skalę przemysłową jako klej pod nazwą "Super Glue".
Był wiceprezesem działu rozwoju chemicznego w Eastman Kodak.
"Super Glue" wynalazł przypadkiem. W 1942 r. pracował w warunkach laboratoryjnych nad tworzywem sztucznym nadającym się na materiał do celowników broni. W trakcie prac otrzymał silnie klejący cyjanoakrylan. Do dalszych prac nad substancją powrócił 9 lat później, a w 1958 r. doprowadził do wypuszczenia na rynek kleju "Super Glue".
Za swoje zasługi Harry Coover otrzymał złoty medal od Industrial Research Institute w 2004 r. Został też wprowadzony przez amerykański urząd patentowy do Hall of Fame wynalazców narodowych.